# Two Fingers My Friends!
Two Fingers My Friends! (в пер. с англ. Два пальца мои друзья!) — ремиксовый альбом британской рок-группы Pop Will Eat Itself, на котором был представлен переработанный материал из их пятого студийного альбома Dos Dedos Mis Amigos. Ремикшированием композиций занимались приглашённые Pop Will Eat Itself различные исполнители электронной музыки, индастриала и хип-хопа, например Apollo 440, The Orb и Fun-Da-Mental.
Пластинка была выпущена 6 марта 1995 года лейблом Infectious Records. Нед Реджетт, обозреватель сайта AllMusic, оценил альбом в 3 звезды из возможных 5. Редактор посчитал, что Two Fingers My Friends! является хорошим проектом для своего времени. Переиздание вышло 30 июня 1998.

## Список композиций
| #  | Песня | Ремикширование                                                                     |
| -- | --- | ---------------------------------------------------------------------------------- |
| 1  | «Ich Bin Ein Auslander (Fun-Da-Mental mix)»                                                                             | ремикс от Аки Наваза и Fun-Da-Mental, при участии Propa-Gandi, Blacka-D и Hot Dog. |
| 2  | «Kick 2 Kill (Jim Foetus Seersucker mix)»                                                                               | ремикс от Джима Тёрлуэлла.                                                         |
| 3  | «Familus Horribilus (Jah Mega Wob #2)»                                                                                  | ремикс от Джа Уоббла.                                                              |
| 4  | «Underbelly (Renegade Soundwave Blackout mix)»                                                                          | ремикс от Денни Прайотетта из Renegade Soundwave.                                  |
| 5  | «Fatman (The Hoodlum Priest Fatboy mix)»                                                                                | ремикс от Hoodlum Priest, при участии Эндрю Бёртона.                               |
| 6  | «Home (Orb Sweet Sin and Salvation mix)»                                                                                | ремикс от The Orb                                                                  |
| 7  | «Cape Connection (Transglobal Underground Cossack in UFO Encounter Confusion!)»                                         | ремикс от Transglobal Underground.                                                 |
| 8  | «Menofearthereaper (The Concrete No Fee No Fear mix)»                                                                   | ремикс от Луиса Кипера и Эндрю Бёртона..                                           |
| 9  | «Everything’s Cool (Youth’s Safe as Milk mix)»                                                                          | ремикс от Youth (Мартин Гловер).                                                   |
| 10 | «R.S.V.P (Made in Japan, Live at the Budoken Double Live Gonzo Frampton comes alive and dangerous at the Filmore East)» | ремикс от Apollo 440.                                                              |
| 11 | «Babylon (Loop Guru Babylon a Dub fire mix)»                                                                            | ремикс от Loop Guru.                                                               |

Бонус-диск расширенного издания
| #  | Песня                                                       | Ремикширование                                     |
| -- | ----------------------------------------------------------- | -------------------------------------------------- |
| 1  | «Ich Bin Ein Auslander (Die Krupps Mix)»                    | ремикс от Die Krupps                               |
| 2  | «Familus Horribilus (H.I.A. W.Y.G. Vocal Mix)»              | ремикс от The Higher Intelligence Agency           |
| 3  | «Cape Connection (Golden Claw Musics Cloak And Dagger Mix)» | ремикс от Грээма Крэбба (Pop Will Eat Itself)      |
| 4  | «Intense»                                                   | инструментал, би-сайд.                             |
| 5  | «CP #2»                                                     | инструментальный микс от Клинта Мэнселла, би-сайд. |
| 6  | «Cape Connection (T.G.U. Aliens, Bodacious Aliens Mix)»     | ремикс от Transglobal Underground                  |
| 7  | «Everything’s Cool (Youth’s Dragonfly Mix)»                 | ремикс от Youth                                    |
| 8  | «RSVP (Fluke Lunch Mix)»                                    | ремикс от Fluke                                    |
| 9  | «Cape Connection (Secret Knowledge Trousered Up Mix)»       | ремикс от Secret Knowledge                         |
| 10 | «Underbelly (The Drum Club Bugsong Mix)»                    | ремикс от The Drum Club.                           |

## Позиции в чартах
| Чарт (1995)     | Высшая позиция |
| --------------- | -------------- |
| UK Albums Chart | 25             |